# باول رايت (كاهن رعية)
باول رايت (بالإنجليزية: Paul Wright)‏ هو كاهن رعية بريطاني، ولد في 12 فبراير 1954.